# Liré
Liré és un municipi francès situat al departament de Maine i Loira i a la regió de País del Loira. L'any 2007 tenia 2.377 habitants.

## Demografia

### Població
El 2007 la població de fet de Liré era de 2.377 persones. Hi havia 976 famílies de les quals 272 eren unipersonals (148 homes vivint sols i 124 dones vivint soles), 316 parelles sense fills, 340 parelles amb fills i 48 famílies monoparentals amb fills.
La població ha evolucionat segons el següent gràfic:
Habitants censats

### Habitatges
El 2007 hi havia 1.095 habitatges, 980 eren l'habitatge principal de la família, 44 eren segones residències i 71 estaven desocupats. 1.012 eren cases i 81 eren apartaments. Dels 980 habitatges principals, 731 estaven ocupats pels seus propietaris, 241 estaven llogats i ocupats pels llogaters i 8 estaven cedits a títol gratuït; 27 tenien una cambra, 64 en tenien dues, 157 en tenien tres, 262 en tenien quatre i 470 en tenien cinc o més. 780 habitatges disposaven pel capbaix d'una plaça de pàrquing. A 429 habitatges hi havia un automòbil i a 479 n'hi havia dos o més.

### Piràmide de població
La piràmide de població per edats i sexe el 2009 era:
| Homes | Edats   | Dones |
| ----- | ------- | ----- |
| 0     | 95 o +  | 4     |
| 12    | 90 a 94 | 4     |
| 12    | 85 a 89 | 16    |
| 4     | 80 a 84 | 12    |
| 20    | 75 a 79 | 44    |
| 48    | 70 a 74 | 64    |
| 56    | 65 a 69 | 72    |
| 68    | 60 a 64 | 76    |
| 28    | 55 a 59 | 24    |
| 56    | 50 a 54 | 52    |
| 92    | 45 a 49 | 48    |
| 64    | 40 a 44 | 96    |
| 92    | 35 a 39 | 88    |
| 72    | 30 a 34 | 60    |
| 96    | 25 a 29 | 88    |
| 68    | 20 a 24 | 44    |
| 112   | 15 a 19 | 84    |
| 76    | 10 a 14 | 100   |
| 76    | 5 a 9   | 32    |
| 56    | 0 a 4   | 64    |

## Economia
El 2007 la població en edat de treballar era de 1.491 persones, 1.169 eren actives i 322 eren inactives. De les 1.169 persones actives 1.089 estaven ocupades (599 homes i 490 dones) i 80 estaven aturades (34 homes i 46 dones). De les 322 persones inactives 150 estaven jubilades, 97 estaven estudiant i 75 estaven classificades com a «altres inactius».

### Ingressos
El 2009 a Liré hi havia 963 unitats fiscals que integraven 2.386,5 persones, la mediana anual d'ingressos fiscals per persona era de 17.858 €.

### Activitats econòmiques
Dels 77 establiments que hi havia el 2007, 3 eren d'empreses extractives, 2 d'empreses alimentàries, 1 d'una empresa de fabricació d'elements pel transport, 4 d'empreses de fabricació d'altres productes industrials, 11 d'empreses de construcció, 11 d'empreses de comerç i reparació d'automòbils, 5 d'empreses de transport, 4 d'empreses d'hostatgeria i restauració, 1 d'una empresa d'informació i comunicació, 5 d'empreses financeres, 5 d'empreses immobiliàries, 10 d'empreses de serveis, 13 d'entitats de l'administració pública i 2 d'empreses classificades com a «altres activitats de serveis».
Dels 17 establiments de servei als particulars que hi havia el 2009, 1 era una oficina de correu, 2 oficines bancàries, 1 paleta, 2 guixaires pintors, 3 fusteries, 2 lampisteries, 2 electricistes, 1 perruqueria i 3 restaurants.
Dels 3 establiments comercials que hi havia el 2009, 1 era una botiga de més de 120 m² i 2 fleques.
L'any 2000 a Liré hi havia 90 explotacions agrícoles que ocupaven un total de 2.150 hectàrees.

## Equipaments sanitaris i escolars
L'únic equipament sanitari que hi havia el 2009 era una farmàcia.
El 2009 hi havia 2 escoles elementals.

## Poblacions més properes
El següent diagrama mostra les poblacions més properes.